# Carnaval de Trinité-et-Tobago
Le Carnaval de Trinité-et-Tobago, est un événement annuel qui se tient le lundi et le mardi précédant le mercredi des Cendres à Trinité-et-Tobago. Cet événement est réputé pour ses costumes colorés et ses célébrations festives. De nombreuses manifestations culturelles, des compétitions de musique, précèdent le défilé de rue du lundi et du mardi du carnaval. Traditionnellement, le festival est associé aux polyrythmies et au calypso, apparu à la fin du XIXe siècle ; toutefois, la musique Soca est depuis les années 70 la musique la plus jouée dans la rue, le calypso étant essentiellement présent dans des espaces scéniques.
Le Carnaval de Trinidad & Tobago est un événement annuel d'envergure mondiale. Il est désormais placé sur un pied d'égalité avec les événements similaires, tels que le Carnaval de Venise, le Carnaval de Viareggio ou encore le Carnaval de Rio.

## Les origines du carnaval

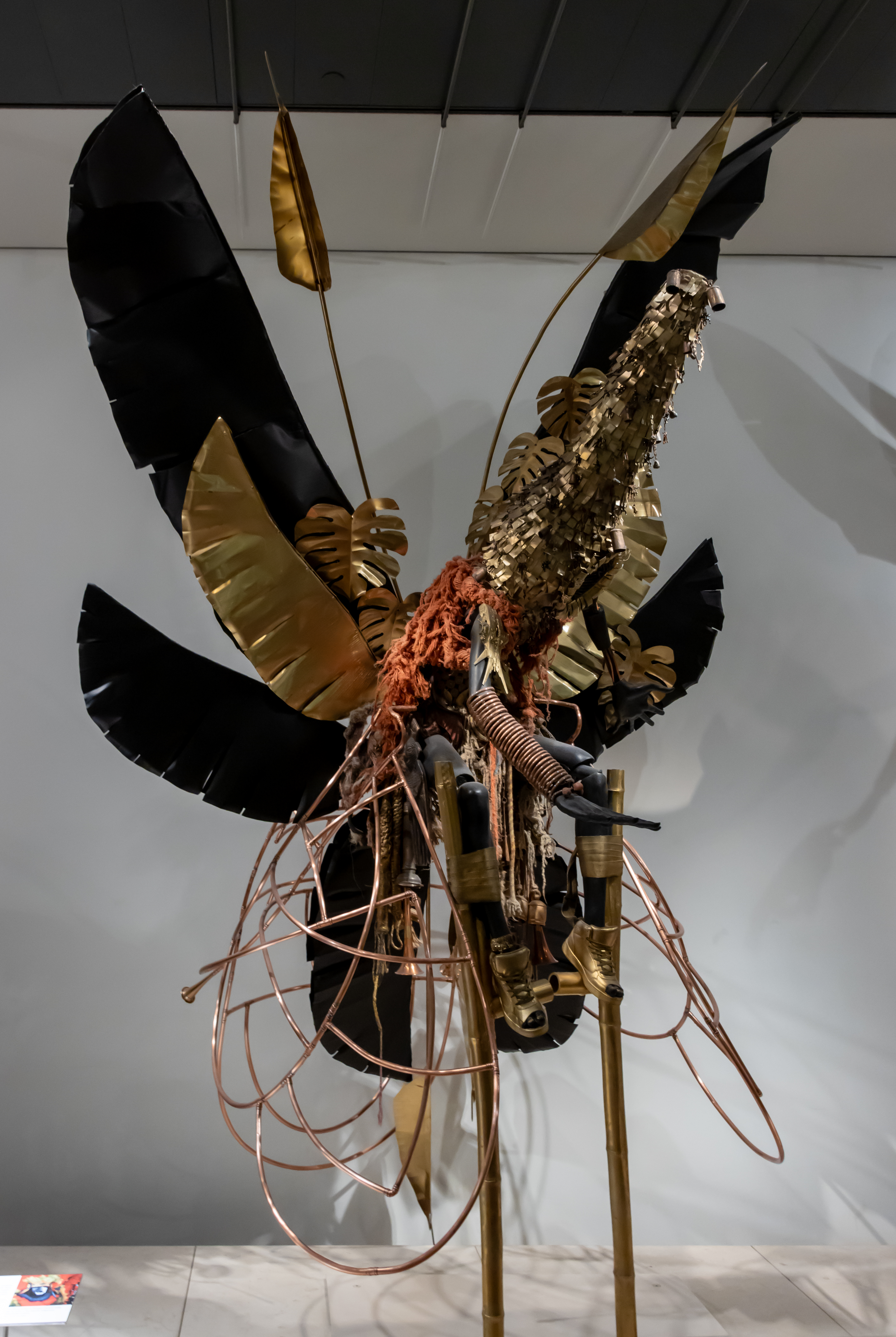
Costume historique du carnaval Trinidadien au British Museum

La population de l’île se compose initialement d’Amérindiens et de Caraïbes Arawak. À la suite de la découverte de cette île en 1498, lors du troisième voyage de Christophe Colomb, Trinité-et-Tobago devient une colonie de l'Empire espagnol. La Couronne d'Espagne, qui a peu développé l'économie de l'île dans un premier temps, encourage les Européens à partir vivre à Trinidad, par la Cedula of Population (en) de 1783,. Avec cet édit du représentant du roi d'Espagne, José de Gálvez,, les colons d’origine française, avec leurs esclaves d’origine africaine et de culture franco-créole, ainsi que des hommes de couleur libres des îles voisines de Saint-Vincent, Grenadines, Grenade,  Guadeloupe, Martinique et Dominique, viennent peupler Trinidad et exploiter des plantations de canne à sucre. Ces nouveaux immigrants apportent un substrat linguistique franco-créole, observable dans la toponymie (ex: Blanchisseuse, Champs Fleurs, Cascade, Carenage et Laventille). Ils importent également la pratique du Carnaval à la française, intégré par les coutumes et les traditions des esclaves à leur service. Ce carnaval remonte à ces années-là et est marqué par ces influences initiales. Ces immigrants comprenaient des planteurs français et des « free people of colour » (personnes libres de race mixte). La tradition du mas débute à la fin du XVIIIe siècle, lorsque des propriétaires de plantations françaises organisent des mascarades (mas) et des bals avant d'endurer le jeûne du carême. Les Africains réduits en esclavage, qui ne peuvent pas participer au carnaval, organisent leurs propres mini-carnavals, mais en utilisant leurs propres rituels et leur propre folklore et en imitant ou en se moquant des bals mascarades de leurs maîtres,.
En 1797, Trinité devient une colonie de la Couronne britannique, avec une population de français soumis au droit espagnol. Tobago est rattaché à Trinidad en 1889. Au début, il est interdit aux Africains asservis de participer à des fêtes avec un Européen. À cette époque, ils forment une fête parallèle appelée « Canboulay ». Canboulay (du français cannes brulées) est caractérisée par des tambours, des chants, des danses calinda, des chants et des combats de bâtons,,,. Cette fête Canboulay est considérée comme précurseure du carnaval de Trinité-et-Tobago. Elle joue un rôle important dans le développement de la musique de Trinité-et-Tobago.
À la suite de l'abolition de l'esclavage dans la première moitié du XIXe siècle (en 1833, le gouvernement britannique adopte la loi sur l'abolition de l'esclavage, qui va s'appliquer progressivement dans l'ensemble de l'empire britannique), les Africains donnent leur version du carnaval dans les rues à travers l'expression des tambours, des sections rythmiques, telles que les percussions Tamboo bambou, et d'autres coutumes et traditions. Aujourd'hui, une reconstitution du Carnaval des esclaves subsiste, appelé "J'ouvert" (le jour ouvert), avec les visages et les corps peints de différentes couleurs ou barbouillés de booue, de chocolat, etc.., des vêtements déchirés, et est célébré par des parades dans la longue nuit du lundi Gras, deux jours avant le mercredi des Cendres. C'est une transe sauvage, un rituel égalitaire. Les combats simulés avec des bâtons et accompagnés aux tambours sont interdits dans les années 1880, en réponse aux émeutes Canboulay. Les bâtons sont remplacés par des cannes de bambou, à leur tour interdites pour éviter les problèmes d'ordre public. Les tambours réapparaissent en 1937 avec l'utilisation de matériaux recyclés: bouteilles et-cuillère, couvercles de casseroles et des bacs, des collections de casseroles, tambours d'essence (des percussions qui restent utilisées dans une partie importante de la scène musicale de Trinité et sont une partie populaire des concours de musique appelé Canboulay).

## Le Carnaval moderne
Le Carnaval de Trinidad & Tobago est resté un événement annuel qui a lieu, en final, les deux jours précédant les mercredi des Cendres, jour de pénitence qui marque le début du carême pour les catholiques. Il est bien connu pour les costumes colorés des participants et les célébrations exubérantes et de nombreux événements culturels, tels que des fêtes de lancement de groupes, ont lieu avant le défilé de rue des lundi et mardi du carnaval, avant ce mercredi des cendres,. Des  événements impliquant tous les habitants de l'île (musique, concours de costumes, compétitions de danse, etc.) sont organisés et des milliers de touristes se rendent  sur l'île pour l'occasion.
Mais les préparatifs de ces deux jours de carnaval durent tout au long de l'année qui les précèdent, les célébrations sont ouvertes immédiatement après Noël pour le Boxing Day, le 26 décembre, et des fêtes et d'événements musicaux se succèdent Des compétitions entre écoles de danse Calypso, Limbo et d'impressionnant concerts Soca s'ouvrent.

### Lundi ou J'Ouvert
J'Ouvert (pour le «jour ouvert»), est le rituel de l'ouverture de la phase finale du carnaval et des défilés de ce carnaval. Barbouillé de chocolat, graisse, huile et de peinture, de goudron, de la mélasse, des groupes imitent des diables, démons, et monstres, oubliant toutes les inhibitions, dans une expression de la liberté retrouvée dans un rituel égalitaire. J'Ouvert est le jour de la commémoration joyeuse, la reconnaissance des racines, l'affirmation de l'appartenance à une identité culturelle indélébile. Avec l'Emancipation Bill aux descendants des esclaves adopter des pratiques Canboulay que des festivités pour célébrer la Journée de l'émancipation, la récurrence d'abord célébrée le 1er août, anticipant la nuit à cheval entre le dimanche et le lundi gras. À 4h du matin le lundi, les rituels commencent dans l'obscurité complète, d'abord par un silence étrange, peu à peu animé par des processions au son des rythmes énergiques, et de la musique soca hilarante et croissante. L'excitation atteint des pics élevés, le "J'Ouvert" est qu'une sorte d'échauffement pour le défilé du Mardi gras.

### Le mardi et le carnaval
Ces défils sont une explosion kaléidoscopique de couleurs, de bandes masquées, dans des costumes spectaculaires, et au son d'une musique transgressive et festive. Le défilé du Mardi gras commence très tôt, avec des centaines de milliers de figurants déjà en costume, selon le thème de leur section et de leur groupe masqué. Chaque groupe suit un concept préétabli : concepts historiques, mythologiques. Le parcours de la procession transite par le Queen's Park Savannah (en), le plus grand parc de la ville, devant les caméras et un jury, pour remporter le titre de Champion Band et se voir décerner le titre de «mascarade groupe de l'année". Puis à minuit le (Mercredi des Cendres), tout à coup, les lumières s'éteignent et les haut-parleurs deviennet silencieux. Le carnaval se termine.

## Le carnaval et sa structure

### Dates
Le tableau indique les dates du Carnaval de Trinité-et-Tobago entre 2013 et 2020.
| Année civile | Lundi gras | Mardi gras |
| ------------ | ---------- | ---------- |
| 2013         | Février 11 | Février 12 |
| 2014         | Mars 3     | Mars 4     |
| 2015         | Février 16 | Février 17 |
| 2016         | Février 8  | Février 9  |
| 2017         | Février 27 | Février 28 |
| 2018         | Février 12 | Février 13 |
| 2019         | Mars 4     | Mars 5     |
| 2020         | Février 24 | Février 25 |

### Compétitions
Les compétitions musicales constituent la colonne du Carnaval. Être nommé Calypso Monarch est l'un des plus grands honneurs du pays et la compétion est diffusée sur les chaînes de télévision nationales. Trinité-et-Tobago est un pays multiculturel (amérindienne, européenne, africaine, indienne, chinoise et du Moyen-Orient) et tous ses groupes ont contribué aux influences musicales et aux sons du carnaval. Ces cultures ont créé une musique qui est très différente de celles du Carnaval en Espagne, du Carnaval de Venise ou du Carnaval à la Nouvelle-Orléans. De nombreux participants portent des costumes élaborés, richement décorés de plumes et de paillettes. Lesgroupes de ce carnaval sont organisés avec des participants qui paient pour les costumes élaborés par des designers et assemblés par des équipes de bénévoles. Les danses des participants dans les rues sont accompagnés par le son d'un steelband, d'une fanfare ou d'un DJ à bord d'un camion diffusant de la  musique soca : tout cela se résume dans l'expression play mas. Une caractéristique unique de ce défilé est que les habitants et les touristes prennent part au défilé des groupes. Chaque groupe est dirigé par un roi et une reine. Chaque année, au Dimanche gras, un concours est organisé pour attribuer le titre de roi et reine du Carnaval. Les Lundi et Mardi du Carnaval, les groupes sont en concurrence pour remporter le titre de groupe de l'année. Les enfants extériorisent leur plaisir en participant à des petits « Carnaval des enfants », des concours et des défilés qui ont lieu avant le point culminant du carnaval.

### Mas Bands

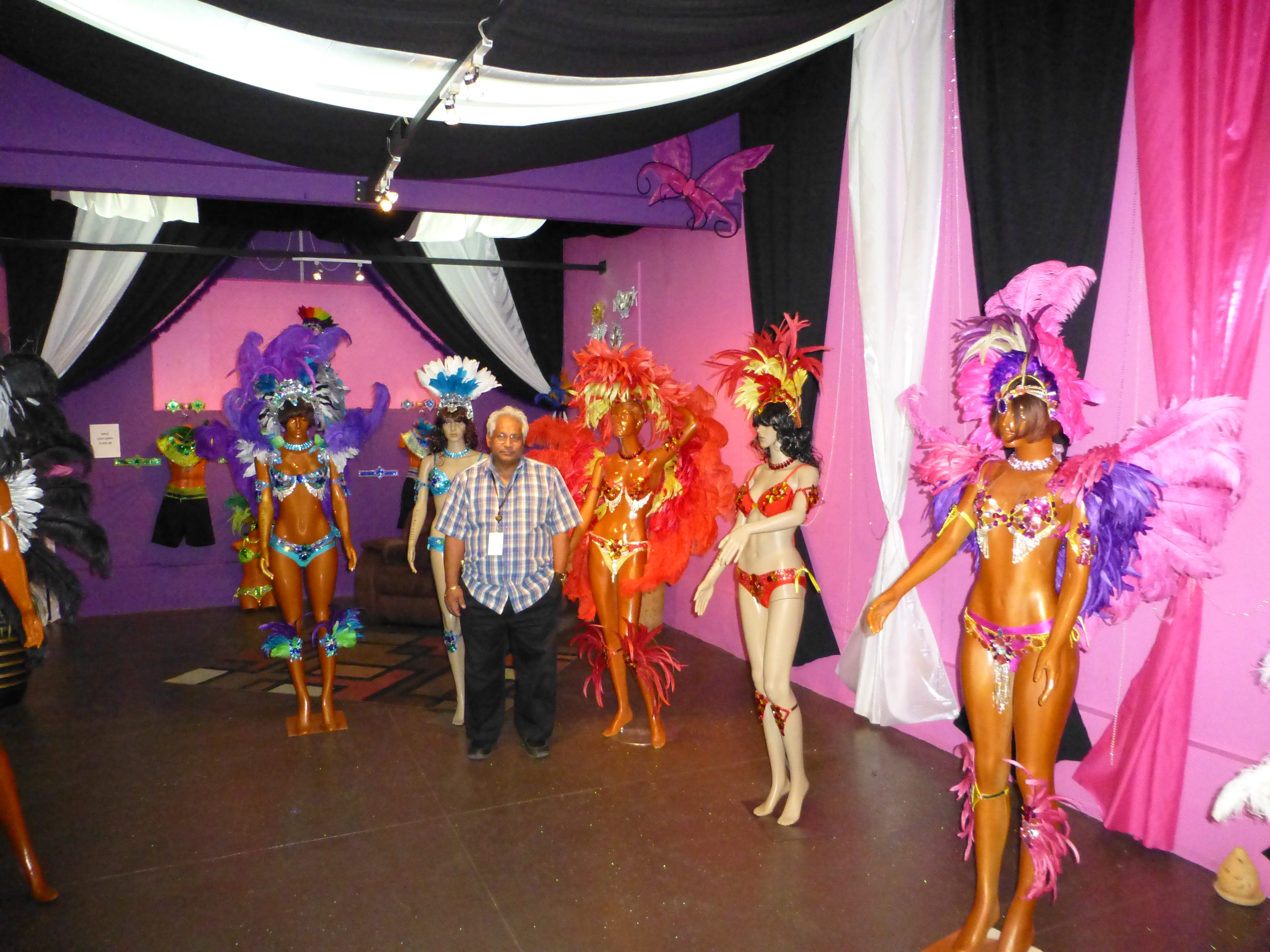
Salle d'exposition de Explosion Mas Camp (2014)

Les festivaliers participent à de nombreux Mas Bands, le défilé de chaque groupe se faisant autour d'un thème donné. Un groupe est composé de plusieurs sections marquées par des changements de costume dans le cadre du même thème. Les chefs de groupe et les concepteurs commencent à travailler sur leurs présentations plusieurs mois à l'avance. Chaque groupe désigne un roi et une reine, impliqués dans l'obtention du titre de roi et de reine du carnaval.